# Bruna Abdullah
Bruna Abdullah (Porto Alegre, 24 oktober 1986) is een Indiaas actrice die voornamelijk in Hindi films speelt.

## Biografie
Abdullah, geboren in Brazilië was op vakantie in India toen ze haar aanmeldde bij een castingbureau, niet met de intentie carrière te maken, maar dacht het kon geen kwaad een extra zakcentje te verdienen nu ze er toch eenmaal was. Het liep anders dan gepland en ze bleef in India om haar carrière voort te zetten.
Bruna Abdullah begon omstreeks 2012 aan de film Dangerous Husn wat afgebroken is en tot op heden niet meer hervat is, waarin Daniel Weber (de echtgenoot van Sunny Leone) zijn debuut zou maken, de reden van zijn abdrupt beeïndigen van de opnames zijn niet helemaal duidelijk.

## Filmografie

### Films
| Jaar | Film                      | Rol     | Opmerking                       |
| ---- | ------------------------- | ------- | ------------------------------- |
| 2007 | Cash                      |         | in nummer "Reham Kare"          |
| 2010 | I Hate Luv Storys         | Giselle |                                 |
| 2011 | Desi Boyz                 |         | in nummer "Subha Hone Na De"    |
| 2012 | Billa II                  | Sameera | Tamil film                      |
| 2013 | Grand Masti               | Mary    |                                 |
| 2014 | Jai Ho                    | Anne    |                                 |
| 2016 | Mastizaade                | Bunty   | gastoptreden                    |
| 2016 | Yea Toh Two Much Ho Gayaa | Tina    |                                 |
| 2018 | Udanchhoo                 | Julia   |                                 |
| 2023 | Zindagi Shatranj Hai      |         | in nummer "Badnaam Na Kar Dena" |

### Televisie
| Jaar | Serie               | Rol   | Opmerking      |
| ---- | ------------------- | ----- | -------------- |
| 2009 | India: A Love Story | Goa   | afl.1          |
| 2014 | Comedy Classes      | Nancy | 2 afleveringen |